# Whistler Mountain
Whistler Mountain ist ein Berg des Gebirgszuges Fitzsimmons Range in den Pacific Ranges der Coast Mountains in British Columbia in Kanada. Er liegt in der nordwestlichen Ecke des Garibaldi Provincial Park. Seine Höhe beträgt 2181 m.
Ursprünglich wurde der Berg London Mountain genannt, nach einer Bergwerksgegend in der Nähe. 1965 wurde der Berg umbenannt, da die Assoziation mit dem Londoner Wetter dem Tourismus nicht förderlich war. Die Bezeichnung Whistler wurde wegen der dort heimischen Murmeltiere und ihrem charakteristischen Pfeifen gewählt.
Ende der 1960er Jahre wurde der Berg mit dem angrenzenden Blackcomb Peak zu einem Skigebiet ausgebaut. Die am Fuß der Berge liegende Stadt Whistler gehört zu den beliebtesten Wintersportorten. Während der Olympischen Winterspiele 2010 in Vancouver war Whistler zusammen mit dem angrenzenden Blackcomb Austragungsort der Ski-Alpin-Wettbewerbe.